# ريبك عبدك
ريبك عبدك (بالفارسية: ریپک عبدک) هي قرية تقع في قسم نغور الريفي (مقاطعة تشابهار) في إيران. يقدر عدد سكانها بـ 220 نسمة بحسب إحصاء 2016.